# 地质礼堂
39°55′21″N 116°22′16″E / 39.9224659°N 116.3711566°E
地质礼堂，位于北京市西城区羊肉胡同30号，如今是隶属于国土资源部的礼堂。该礼堂是过去北京四大礼堂即红塔礼堂、物资礼堂、地质礼堂、政协礼堂之一。

## 简介
地质礼堂建于1959年，前身是中华人民共和国地质部的“李四光讲习堂”。当年建这座礼堂主要是为机关开会及讲座需要，兼放映电影。1980年代，地质礼堂按照剧场标准进行改造后，功能转为以放映电影为主，偶尔接待单位内部的会议。
1989年1月1日，地质礼堂成为中华人民共和国第一家向社会开放的中央部委礼堂。1989年9月21日至27日，地质礼堂承办了第一届“中国电影节”的开幕式、闭幕式。
1991年，地质礼堂建成了北京第一家豪华小型电影厅。1995年，叶大鹰导演的电影《红樱桃》拍卖首映权，这在当时的中国尚属少见，一时间令电影《红樱桃》成为北京各大媒体的报道焦点，这也是中国国产影片市场运作的里程碑。当年，北京市城八区及郊区的各个影院几乎都参加了首映权的拍卖，最终地质礼堂以52万元人民币的天价，拍得《红樱桃》在北京的独家超前首映权，随后地质礼堂以映期20天、票款收入130万元打破了国产电影单片票房的最高纪录，超过了进口大片的电影院单片票房纪录，引发轰动。
经过改造，2005年地质礼堂重张开业，属于新影联院线的成员。2007年，被评为北京市三星级影院。
地质礼堂一直举办艺术、电影、戏剧演出，属于中央部委礼堂社会化中的成功例子。